# Rockaway Beach (Misuri)
Rockaway Beach es una ciudad ubicada en el condado de Taney en el estado estadounidense de Misuri. En el Censo de 2010 tenía una población de 841 habitantes y una densidad poblacional de 465,2 personas por km².

## Geografía
Rockaway Beach se encuentra ubicada en las coordenadas 36°42′11″N 93°9′29″O / 36.70306, -93.15806. Según la Oficina del Censo de los Estados Unidos, Rockaway Beach tiene una superficie total de 1.81 km², de la cual 1.59 km² corresponden a tierra firme y (12.03%) 0.22 km² es agua.

## Demografía
Según el censo de 2010, había 841 personas residiendo en Rockaway Beach. La densidad de población era de 465,2 hab./km². De los 841 habitantes, Rockaway Beach estaba compuesto por el 96.08% blancos, el 0.71% eran afroamericanos, el 0.95% eran amerindios, el 0% eran asiáticos, el 0.59% eran isleños del Pacífico, el 0.36% eran de otras razas y el 1.31% pertenecían a dos o más razas. Del total de la población el 2.02% eran hispanos o latinos de cualquier raza.